# Seminaria katolickie w Polsce
Seminaria katolickie w Polsce – seminaria duchowne prowadzone przez Kościół katolicki w Polsce.

## Zarząd Konferencji Rektorów Wyższych Seminariów Duchownych
ks. dr Jan Frąckowiak– przewodniczący od 4 września 2023
o. dr Mariusz Tabulski OSPPE – wiceprzewodniczący od 5 września 2022
ks. dr Marek Jarosz – sekretarz od 5 września 2022

## Historia
W czasie PRL polskie seminaria duchowne nie były w ogóle uznawane jako szkoły wyższe i opierały się wyłącznie na prawie kanonicznym, dlatego księża, którzy je kończyli nie uzyskiwali tytułu zawodowego magistra, chyba że zdobywali je na wydziałach posiadających prawa publiczne.
Obecnie wyższe seminaria duchowne – zgodnie z § 7 ust.2 Umowy między Rządem RP a Konferencją Episkopatu Polski w sprawie statusu prawnego szkół wyższych zakładanych i prowadzonych przez Kościół Katolicki, w tym uniwersytetów, odrębnych wydziałów i wyższych seminariów duchownych, oraz w sprawie trybu i zakresu uznawania przez Państwo stopni i tytułów nadawanych przez szkoły wyższe alumni wyższych seminariów duchownych, prowadzących sześcioletnie studia zgodnie z wymaganiami prawa kościelnego mogą uzyskiwać tytuł zawodowy magistra kierunku „teologia” na podstawie umów o współpracy zawartych w oparciu o Konstytucję Apostolską „Sapientia Christiana” z kościelnymi szkołami wyższymi oraz z uczelniami państwowymi, w których strukturze znajdują się wydziały teologii, posiadającymi prawo prowadzenia studiów magisterskich na tym kierunku.

## Roczne przyjęcia do seminariów duchownych, liczba alumnów oraz święceń kapłańskich
W 2022 roku w seminariach zakonnych w Polsce kształciło się łącznie 1144 młodych zakonników, z czego 56% stanowili obywatele Polski, a 44% obcokrajowcy. Wśród nich było 166 postulantów (w tym 76 z Polski i 90 obcokrajowców), 148 nowicjuszy (w tym 86 z Polski i 62 obcokrajowców), 762 kleryków (w tym 489 z Polski i 273 obcokrajowców) oraz 68 braci zakonnych w pierwszej formacji (w tym 59 z Polski i 9 obcokrajowców).
|      | Przyjęcia roczne      | Przyjęcia roczne  | Przyjęcia roczne | Liczba alumnów diecezjalnych | Święcenia kapłańskie diecezjalne |
| Rok  | Seminaria diecezjalne | seminaria zakonne | łącznie          | Liczba alumnów diecezjalnych | Święcenia kapłańskie diecezjalne |
| ---- | --------------------- | ----------------- | ---------------- | ---------------------------- | -------------------------------- |
| 2003 | 1438                  |                   |                  |                              | ok. 570                          |
| 2004 |                       |                   |                  | 4552                         | ok. 590                          |
| 2005 | 1145                  | 582               | 1727             |                              | ok. 570                          |
| 2006 | 1029                  | 351               | 1380             | 4291                         | ok. 510                          |
| 2007 | 786                   |                   |                  |                              | ok. 520                          |
| 2008 | 695                   | 258               | 853              | 3771                         | ok. 500                          |
| 2009 | 687                   | 210               | 797              | 3732                         | ok. 490                          |
| 2010 | 675                   | 176               | 851              | 3375                         | ok. 510                          |
| 2011 | 640                   | 164               | 804              |                              | ok. 500                          |
| 2012 | 664                   |                   | 828              | 2959                         | ok. 510                          |
| 2013 | 589                   | 169               | 758              | 2959                         | 401                              |
| 2014 | 586                   |                   | 804              | 2851                         | 355                              |
| 2015 | 546                   | 202               | 748              | 2545                         | 329                              |
| 2016 | 444                   | 181               | 625              | 2336                         | 334                              |
| 2017 |                       |                   | 577              | 2163                         | ok. 320 (323?)                   |
| 2018 | 415                   | 205               | 620              | 1985                         | (293?)                           |
| 2019 | 324                   | 174               | 498              | 1726                         | 293                              |
| 2020 | 289                   | 152               | 441              | 1619                         |                                  |
| 2021 | 242                   | 114               | 356              | 1341                         | 264                              |
| 2022 | 236                   | 102               | 338              | 1165                         | 212                              |
| 2023 | 195                   | 85                | 280              | 1039                         | 192                              |
| 2024 | 196                   | 105               | 301              | 1041                         | 153                              |
| 2025 |                       |                   |                  |                              | 139                              |

## Lista seminariów nieczynnych
Seminaria duchowne, które zostały przyłączone do innych placówek, zawiesiły swoją działalność lub zostały zamknięte.
| Miejscowość         | Nazwa jednostki                                                  | Wyznanie                 | Powód | Skutek | Rok rozpoczęcia działalności | Rok zamknięcia placówki |
| ------------------- | ---------------------------------------------------------------- | ------------------------ | --- | --- | ---------------------------- | ----------------------- |
| Bydgoszcz           | Wyższe Seminarium Duchowne w Bydgoszczy                          | Kościół rzymskokatolicki | Coraz mniejsza liczba kandydatów na księży wstępujących w szeregi bydgoskiego seminarium. | Klerycy kształcą się w seminarium archidiecezji poznańskiej. | 2004                         | 2022                    |
| Elbląg              | Wyższe Seminarium Duchowne Diecezji Elbląskiej w Elblągu         | Kościół rzymskokatolicki | Coraz mniejsza liczba kandydatów na księży wstępujących w szeregi elbląskiego seminarium. | Klerycy kształcą się w seminarium archidiecezji olsztyńskiej. | 1992                         | 2024                    |
| Gniezno             | Prymasowskie Wyższe Seminarium Duchowne w Gnieźnie               | Kościół rzymskokatolicki | Coraz mniejsza liczba kandydatów na księży wstępujących w szeregi gnieźnieńskiego seminarium. | Klerycy kształcą się w seminarium archidiecezji poznańskiej. | 1602                         | 2023                    |
| Legnica             | Wyższe Seminarium Duchowne w Legnicy                             | Kościół rzymskokatolicki | Coraz mniejsza liczba kandydatów na księży wstępujących w szeregi legnickiego seminarium. | Klerycy kształcą się w seminarium archidiecezji wrocławskiej mieszkając równocześnie w odrębnych wspólnotach.                                                                               | 1993                         | 2022                    |
| Kalisz              | Wyższe Seminarium Duchowne Diecezji Kaliskiej                    | Kościół rzymskokatolicki | Papież Franciszek przyjął w 2020 roku rezygnację biskupa E. Janiaka. Sprawa miała związek z przypadkami nadużyć seksualnych niektórych duchownych w diecezji kaliskiej. W wyniku zakończonej wizytacji apostolskiej w seminarium duchownym diecezji kaliskiej Kongregacja ds. Duchowieństwa podjęła decyzję o czasowym zamknięciu tegoż seminarium. | Wszyscy alumni Wyższego Seminarium Duchownego w Kaliszu – obecni i przyjęci w przyszłości – swoją formacje będą odbywali odtąd w seminarium duchownym w Poznaniu.                           | 1993                         | 2020                    |
| Kraków              | Wyższe Seminarium Duchowne św. Cyryla i Metodego                 | Kościół rzymskokatolicki | W 2020 roku oskarżono polskiego księdza, dyrektora generalnego Orchard Lake Schools (które obejmowały seminarium w Stanach Zjednoczonych oraz filię w Krakowie), o molestowanie księży i kleryków. Pozywający zdecydowali się na ugodę i wycofali oskarżenia. W 2021 roku w oficjalnym komunikacie zdecydowano o zamknięciu placówek, wskazano, że zmiany demograficzne w USA, większe możliwości zawodowe w Polsce oraz nowe zasady uniemożliwiają przenoszenie się polskich kleryków między seminariami. | Zamknięcie polonijnego seminarium w Orchard Lake, działającego od 1885 roku, filia - krakowskie Wyższe Seminarium Duchowne świętego Cyryla i Metodego zaprzestało swojej działalności.      | 2007                         | 2021                    |
| Łowicz              | Wyższe Seminarium Duchowne w Łowiczu                             | Kościół rzymskokatolicki | Coraz mniejsza liczba kandydatów na księży wstępujących w szeregi łowickiego seminarium. | Klerycy kształcą się w seminarium archidiecezji warszawskiej. | 1992                         | 2023                    |
| Kraków, Częstochowa | Wyższe Seminarium Duchowne Diecezji Sosnowieckiej w Częstochowie | Kościół rzymskokatolicki | W 2010 ówczesny rektor seminarium wdał się w bójkę w gejowskim klubie. Po nagłośnieniu tego faktu i po interwencji Stolicy Apostolskiej 15 czerwca 2013 seminarium rozwiązano, a kleryków przeniesiono do archidiecezji częstochowskiej. Od roku akademickiego 2022/2023 Wyższe Seminarium Duchowne Diecezji Sosnowieckiej po połączeniu z Wyższym Seminarium Archidiecezji Częstochowskiej stanowi jedno, Wyższe Międzydiecezjalne Seminarium Duchowne w Częstochowie.                                    | W 2013 roku reorganizacja, w 2022 zamknięcie placówki jako osobnej jednostki. Kształcenie kleryków diecezji Sosnowieckiej w Wyższym Międzydiecezjalnym Seminarium Duchownym w Częstochowie. | 1992                         | 2022                    |
| Świdnica            | Wyższe Seminarium Duchowne Diecezji Świdnickiej                  | Kościół rzymskokatolicki | Coraz mniejsza liczba kandydatów na księży wstępujących w szeregi świdnickiego seminarium. | Klerycy kształcą się w seminarium archidiecezji wrocławskiej mieszkając równocześnie w odrębnych wspólnotach.                                                                               | 2004                         | 2022                    |

## Lista

### Seminaria diecezjalne
| Miejscowość                    | Nazwa jednostki | Wyznanie                 | Rektor                                | Liczba alumnów        | Uwagi |
| ------------------------------ | --- | ------------------------ | ------------------------------------- | --------------------- | --- |
| Białystok                      | Archidiecezjalne Wyższe Seminarium Duchowne w Białymstoku                                                               | Kościół rzymskokatolicki | ks. dr Marian Strankowski             | 15 (2024)             | |
| Częstochowa                    | Wyższe Międzydiecezjalne Seminarium Duchowne w Częstochowie                                                             | Kościół rzymskokatolicki | ks. prał. dr hab. Ryszard Selejdak    | 40 (2024)             | seminarium kształci kleryków diecezji częstochowskiej i sosnowieckiej |
| Drohiczyn                      | Wyższe Seminarium Duchowne w Drohiczynie                                                                                | Kościół rzymskokatolicki | ks. dr. Jarosław Przeździecki         | 6                     | |
| Ełk                            | Wyższe Seminarium Duchowne w Ełku                                                                                       | Kościół rzymskokatolicki | ks. dr Marcin Sieńkowski              | 16 (2024)             | W seminarium kształci się trzech obcokrajowców |
| Gdańsk                         | Gdańskie Seminarium Duchowne                                                                                            | Kościół rzymskokatolicki | ks. dr Krzysztof Szerszeń             | 18 (2024)             | |
| Gościkowo Paradyż/Gorzów Wlkp. | Zielonogórsko-Gorzowskie Wyższe Seminarium Duchowne                                                                     | Kościół rzymskokatolicki | ks. dr Mariusz Jagielski              | 15 (2024)             | |
| Katowice                       | Wyższe Śląskie Seminarium Duchowne w Katowicach                                                                         | Kościół rzymskokatolicki | ks. dr Krzysztof Matuszewski          | 47 (2024)             | W seminarium realizowany jest także rok propedeutyczny dla kandydatów z diecezji opolskiej i gliwickiej.                                                                              |
| Kielce                         | Wyższe Seminarium Duchowne w Kielcach                                                                                   | Kościół rzymskokatolicki | Ks. dr Adam Perz                      | 29 (2024)             | W seminarium kształci się dziesięciu obcokrajowców (8 z Angoli, 2 z Republiki Środkowoafrykańskiej)                                                                                   |
| Koszalin                       | Wyższe Seminarium Duchowne Diecezji Koszalińsko-Kołobrzeskiej w Koszalinie                                              | Kościół rzymskokatolicki | ks. dr Radosław Suchorab              | 16 (2024)             | |
| Kraków                         | Wyższe Seminarium Duchowne Archidiecezji Krakowskiej i Diecezji Bielsko-Żywieckiej                                      | Kościół rzymskokatolicki | p.o. ks. Robert Młynarczyk            | 62 (2024)             | seminarium kształci kleryków archidiecezji krakowskiej i diecezji bielsko-żywieckiej                                                                                                  |
| Lublin                         | Wyższe Metropolitalne Seminarium Duchowne Archidiecezji Lubelskiej w Lublinie                                           | Kościół rzymskokatolicki | ks. dr hab. Jarosław Roman Marczewski | 31 i 5 grekokatolików | seminarium kształci również kleryków polskich diecezji greckokatolickich |
| Lublin                         | Wyższe Seminarium Duchowne Diecezji Zamojsko-Lubaczowskiej w Lublinie                                                   | Kościół rzymskokatolicki | ks. dr Witold Słotwiński              | 16 (2024)             | |
| Łódź                           | Wyższe Seminarium Duchowne w Łodzi                                                                                      | Kościół rzymskokatolicki | ks. dr Tomasz Liszewski               | 36 (2024)             | |
| Łódź                           | Archidiecezjalne Seminarium Misyjne „Redemptoris Mater” w Łodzi                                                         | Kościół rzymskokatolicki | ks. Michał Jaworski                   | 10 (2024)             | Formację w seminarium odbywa: Włoch, Amerykanin, Kazach, Ekwadorczyk i sześciu Polaków.                                                                                               |
| Łódź                           | Ogólnopolskie Seminarium dla Starszych Kandydatów do Święceń w Łodzi                                                    | Kościół rzymskokatolicki | ks. dr hab. Sławomir Szczyrba         | 22 (2024)             | |
| Łomża                          | Wyższe Seminarium Duchowne w Łomży                                                                                      | Kościół rzymskokatolicki | ks. dr Robert Bączek                  | 25 (2024)             | |
| Opole                          | Wyższe Międzydiecezjalne Seminarium Duchowne w Opolu                                                                    | Kościół rzymskokatolicki | ks. dr Wojciech Maciążek              | 19 (2024)             | seminarium kształci kleryków diecezji opolskiej oraz gliwickiej |
| Olsztyn                        | Wyższe Seminarium Duchowne Metropolii Warmińskiej Hosianum                                                              | Kościół rzymskokatolicki | ks. dr Wojciech Kotowicz              | 23 (2024)             | seminarium kształci kleryków diecezji olsztyńskiej oraz elbląskiej |
| Pelplin                        | Wyższe Seminarium Duchowne w Pelplinie                                                                                  | Kościół rzymskokatolicki | ks. dr Tomasz Huzarek                 | 29 (2024)             | |
| Płock                          | Wyższe Seminarium Duchowne w Płocku                                                                                     | Kościół rzymskokatolicki | ks. dr Marek Jarosz                   | 19 (2023)             | sekretarz konferencji rektorów diecezjalnych i zakonnych WSD |
| Poznań                         | Arcybiskupie Seminarium Duchowne w Poznaniu                                                                             | Kościół rzymskokatolicki | ks. dr Jan Frąckowiak                 | 85 (2024)             | seminarium kształci kleryków archidiecezji poznańskiej, gnieźnieńskiej oraz diecezji bydgoskiej i kaliskiej przewodniczący konferencji rektorów diecezjalnych i zakonnych WSD         |
| Przemyśl                       | Wyższe Seminarium Duchowne w Przemyślu                                                                                  | Kościół rzymskokatolicki | ks. dr Konrad Dyrda                   | 36 (2024)             | |
| Radom                          | Wyższe Seminarium Duchowne w Radomiu                                                                                    | Kościół rzymskokatolicki | ks. dr Marek Adamczyk                 | 21 (2024)             | |
| Rzeszów                        | Wyższe Seminarium Duchowne w Rzeszowie                                                                                  | Kościół rzymskokatolicki | ks. dr hab. Adam Kubiś, prof. KUL     | 31 (2024)             | |
| Sandomierz                     | Wyższe Seminarium Duchowne w Sandomierzu                                                                                | Kościół rzymskokatolicki | ks. dr Michał Powęska                 | 15 (2024)             | |
| Siedlce                        | Wyższe Seminarium Duchowne Diecezji Siedleckiej im. Jana Pawła II                                                       | Kościół rzymskokatolicki | ks. dr Mariusz Świder                 | 21 (2024)             | |
| Szczecin                       | Arcybiskupie Wyższe Seminarium Duchowne w Szczecinie                                                                    | Kościół rzymskokatolicki | ks. dr Zbigniew Woźniak               | 14 (2024)             | |
| Tarnów                         | Wyższe Seminarium Duchowne w Tarnowie                                                                                   | Kościół rzymskokatolicki | ks. dr Jacek Soprych                  | 72 (2024)             | |
| Toruń                          | Wyższe Seminarium Duchowne Diecezji Toruńskiej im. Błogosławionego Księdza Stefana Wincentego Frelichowskiego w Toruniu | Kościół rzymskokatolicki | ks. dr Stanisław Adamiak              | 19 (2024)             | |
| Warszawa                       | Wyższe Metropolitalne Seminarium Duchowne w Warszawie                                                                   | Kościół rzymskokatolicki | ks. dr Krzysztof Szwarc               | 64 (2024)             | seminarium kształci kleryków archidiecezji warszawskiej, diecezji łowickiej, Ordynariatu Polowego Wojska Polskiego oraz oo. Kamilianów, Pasjonistów, Barnabitów, i Oblatów św. Józefa |
| Warszawa                       | Archidiecezjalne Seminarium Misyjne „Redemptoris Mater” w Warszawie                                                     | Kościół rzymskokatolicki | ks. prałat dr Matteo Campagnaro       | 44 (2024)             | Seminaria Redemptoris Mater w Warszawie i Łodzi kształcą łącznie 54 kandydatów do kapłaństwa, z czego 10 odbywa formację w Łodzi.                                                     |
| Warszawa Praga                 | Wyższe Seminarium Duchowne Diecezji Warszawsko-Praskiej                                                                 | Kościół rzymskokatolicki | ks. dr Konrad Biskup                  | 37 (2024)             | |
| Włocławek                      | Wyższe Seminarium Duchowne we Włocławku                                                                                 | Kościół rzymskokatolicki | ks. dr Ireneusz Świątek               | 17 (2024)             | |
| Wrocław                        | Metropolitalne Wyższe Seminarium Duchowne we Wrocławiu                                                                  | Kościół rzymskokatolicki | ks. dr Michał Mraczek                 | 47 (2024)             | Seminarium kształci kleryków archidiecezji wrocławskiej, wraz z którymi studiują także klerycy diecezji legnickiej i świdnickiej.                                                     |

### Seminaria zakonne
| Nazwa jednostki                                                                        | Zgromadzenie Zakonne          | Rektor lub dziekan jednostki                | Liczba studentów          | Uwagi                                                                                      |
| -------------------------------------------------------------------------------------- | ----------------------------- | ------------------------------------------- | ------------------------- | ------------------------------------------------------------------------------------------ |
| Wyższe Seminarium Duchowne Franciszkanów w Krakowie                                    | Bracia mniejsi                | o. Grzegorz Chomiuk OFM                     | 10                        |                                                                                            |
| Wyższe Seminarium Duchowne Franciszkanów w Katowicach                                  | Bracia mniejsi / cystersi     | o. dr August Leon Smyczek OFM               | 28                        | W seminarium studiuje 6 braci cystersów (2023 rok).                                        |
| Wyższe Seminarium Duchowne Franciszkanów w Krakowie                                    | Bracia Mniejsi Konwentualni   | o. dr Tomasz Czajka OFMConv                 | 29                        |                                                                                            |
| Wyższe Seminarium Duchowne Franciszkanów w Łodzi                                       | Bracia Mniejsi Konwentualni   | o. dr Jacek Ciupiński OFMConv               | 35                        |                                                                                            |
| Wyższe Seminarium Duchowne Franciszkanów we Wrocławiu                                  | Bracia Mniejsi                | o. dr Oskar Michał Maciaczyk OFM            | 8                         |                                                                                            |
| Wyższe Seminarium Duchowne oo. Bernardynów w Kalwarii Zebrzydowskiej                   | Bracia Mniejsi-Bernardyni     | o. dr Franciszek Salezy Nowak OFM           | brak danych               |                                                                                            |
| Wyższe Seminarium Duchowne Braci Mniejszych Kapucynów w Lublinie                       | Bracia Mniejsi Kapucyni       | br. Piotr Owczarz OFMCap                    | brak danych               |                                                                                            |
| Kolegium Filozoficzno-Teologiczne Dominikanów                                          | Dominikanie                   | o. dr Maciej Roszkowski OP                  | 47                        |                                                                                            |
| Kolegium Księży Jezuitów w Krakowie                                                    | Jezuici                       | o. dr hab. prof. AKW Wacław Królikowski SJ  | brak danych               |                                                                                            |
| Kolegium Księży Jezuitów w Warszawie                                                   | Jezuici                       | o. dr hab. prof. AKW Piotr Aszyk SJ         | brak danych               |                                                                                            |
| Wyższe Seminarium Duchowne Pallotynów w Ołtarzewie                                     | Pallotyni                     | ks. dr hab. prof. UKSW Mirosław Mejzner SAC | brak danych               |                                                                                            |
| Wyższe Seminarium Duchowne Towarzystwa Salezjańskiego w Krakowie                       | Salezjanie                    | ks. Adam Paszek SDB                         | brak danych               |                                                                                            |
| Wyższe Misyjne Seminarium Duchowne Zgromadzenia Ducha Świętego w Bydgoszczy            | Duchacze                      | o. Marek Walkusz CSSp                       | 3 (1 z Polski, 2 z Kenii) |                                                                                            |
| Wyższe Seminarium Duchowne Zakonu Paulinów w Krakowie                                  | Paulini                       | o. dr Mariusz Tabulski OSPPE                | 42                        | wiceprzewodniczący konferencji rektorów diecezjalnych i zakonnych WSD                      |
| Wyższe Seminarium Duchowne Księży Michalitów w Krakowie                                | Michalici                     | ks. Stanisław Kalisztan CSMA                | 4                         |                                                                                            |
| Wyższe Seminarium Duchowne Zakonu Kanoników Regularnych Laterańskich                   | Kanonicy regularni laterańscy | ks. Łukasz Murański CRL                     | 6                         |                                                                                            |
| Wyższe Seminarium Duchowne Zgromadzenia Księży Marianów                                | Marianie                      | ks. Jacek Rygielski MIC                     | brak danych               |                                                                                            |
| Wyższe Seminarium Duchowne Redemptorystów w Krakowie                                   | Redemptoryści                 | o. dr hab. Marek Urban CSsR                 | 28                        |                                                                                            |
| Wyższe Seminarium Misyjne Księży Sercanów w Stadnikach                                 | Sercanie                      | ks. dr Dariusz Salamon SCJ                  | 3                         |                                                                                            |
| Wyższe Seminarium Duchowne Misjonarzy Oblatów Maryi Niepokalanej w Obrze               | Oblaci                        | o. dr Sebastian Łuszczki OMI                | 38                        |                                                                                            |
| Misyjne Seminarium Duchowne Werbistów w Pieniężnie                                     | Werbiści                      | o. dr Adam Michałek SVD                     | brak danych               |                                                                                            |
| Wyższe Seminarium Duchowne Salwatorianów w Bagnie                                      | Salwatorianie                 | ks. dr Dariusz Jasuda SDS                   | 20                        |                                                                                            |
| Wyższe Seminarium Duchowne Zgromadzenia Misjonarzy Matki Bożej z La Salette w Krakowie | Saletyni                      | ks. Marcin Ciunel MS                        | brak danych               |                                                                                            |
| Wyższe Seminarium Duchowne Karmelitów Bosych w Krakowie                                | Karmelici bosi                | o. Przemysław Pliszczyński OCD              | brak danych               |                                                                                            |
| Wyższe Seminarium Duchowne Karmelitów Bosych w Poznaniu                                | Karmelici bosi                | o. Michał Swarzyński OCD                    | 8                         |                                                                                            |
| Wyższe Seminarium Duchowne Towarzystwa Chrystusowego w Poznaniu                        | Chrystusowcy                  | ks. dr Bogusław Kozioł SChr                 | 11                        |                                                                                            |
| Wyższe Seminarium Duchowne Zakonu Pijarów w Krakowie                                   | Pijarzy                       | o. dr Grzegorz Misiura SP                   | brak danych               |                                                                                            |
| Wyższe Seminarium Duchowne Misjonarzy Świętej Rodziny w Kazimierzu Biskupim            | Misjonarze Świętej Rodziny    | ks. Paweł Olszewski MSF                     | 7                         |                                                                                            |
| Instytut Teologiczny Księży Misjonarzy w Krakowie                                      | Zgromadzenie Misji            | ks. dr Szczepan Szpoton CM                  | 26                        | Instytut Teologiczny Księży Misjonarzy kształci także michalitów, pijarów i redemptorystów |